# Бурбино (Сумская область)
Бурбино (укр. Бурбине) — село,
Перекоповский сельский совет,
Роменский район,
Сумская область,
Украина.
Код КОАТУУ — 5924187002. Население по переписи 2001 года составляло 30 человек.

## Географическое положение
Село Бурбино находится на расстоянии в 1 км от сёл Перекоповка, Андрияшевка и Губское.
Рядом проходят автомобильная дорога Т-1907 и железная дорога, станция Перекоповка

## Экономика
- Молочно-товарная ферма.